# Ivan Korošec
Ivan Korošec, slovenski pravnik, pesnik in partizan, * 23. januar 1913, Prestranek, † 18. maj 1942, Laze pri Borovnici.

## Življenje in delo
Leta 1931 je maturiral na ljubljanski klasični gimnaziji, nadaljeval študij prava na Pravni fakulteti v Ljubljani in tam leta 1939 doktoriral ter odšel na služenje vojaškega roka v Maribor. Po kapitulaciji in zasedbi Kraljevine Jugoslavije so ga italijanski fašisti aretirali in odpeljali v taborišče Gonars. Spomladi leta 1942 se je pridružil narodnoosvobodilni borbi in bil že po dobrem mesecu ubit v bližini svojega doma. Korošec je že kot gimnazijec sodeloval v dijaškem leposlovnem listu Žar. Pesniti je začel v Mariboru. Iz tega obdobja so se ohranile tri pesmi Romanca; Materino pismo in Sinov odgovor. Zadnji dve sta bili objavljeni po osvoboditvi med drugim tudi v Antologiji slovenskih književnikov padlih v NOB (Ljubljana, 1961). Ostale pesmi (okoli 50), ki jih je napisal do odhoda v partizane so sorodniki skupaj z ostalo korespondenco zakopali in so se izgubile.